# Medgyesbodzás
Medgyesbodzás – wieś i gmina w południowo-zachodniej części Węgier, w pobliżu miasta Mezőkovácsháza.
Miejscowość leży na obszarze tzw. Kraju Zacisańskiego (węg. Tiszántúl), będącego częścią Wielkiej Niziny Węgierskiej, w pobliżu granicy rumuńskiej. Administracyjnie należy do powiatu Mezőkovácsháza, wchodzącego w skład komitatu Békés i jest jedną z jego 18 gmin.
Gmina Medgyesbodzás ma powierzchnię 31,67 km²; zamieszkuje ją 1089 osób (2009).